# Cyclocybe
Cyclocybe Velen (polownica) – rodzaj grzybów z rodziny Tubariaceae.

## Systematyka i nazewnictwo
Pozycja w klasyfikacji według Index Fungorum: Tubariaceae, Agaricales, Agaricomycetidae, Agaricomycetes, Agaricomycotina, Basidiomycota, Fungi.
Takson utworzył Josef Velenovský w 1939 r.
Dla gatunków występujących w Polsce Władysław Wojewoda w 2003 r. zaproponował nazwę polówka (wówczas zaliczane były do rodzaju Agrocybe). Po przeniesieniu do rodzaju Cyclocybe ich nazwy stały się niespójne z nazwą naukową. W 2025 r. Komisja ds. Polskiego Nazewnictwa Grzybów Polskiego Towarzystwa Mykologicznego zarekomendowała stosowanie nazwy polownica.
Gatunki
- Cyclocybe aegerita (V. Brig.) Vizzini 2014 – polownica wiązkowa[3]
- Cyclocybe cylindracea (DC.) Vizzini & Angelini 2014 – polownica południowa
- Cyclocybe erebia (Fr.) Vizzini & Matheny 2014 – polownica czekoladowobrązowa
- Cyclocybe erebioides Angelini & Vizzini 2014
- Cyclocybe parasitica (G. Stev.) Vizzini 2014
- Cyclocybe salicaceicola (Zhu L. Yang, M. Zang & X.X. Liu) Vizzini 2014

Wykaz gatunków i nazwy naukowe na podstawie Index Fungorum. Uwzględniono tylko gatunki zweryfikowane o potwierdzonym statusie. Nazwy polskie według Komisji ds. Polskiego Nazewnictwa Grzybów i innych.